# Vilalta (Santa Maria de Merlès)
Vilalta és una masia al terme municipal de Santa Maria de Merlès (Berguedà) inclosa a l'Inventari del Patrimoni Arquitectònic de Catalunya. La masia de Vilalta és una gran construcció documentada ja al segle xvi. En el fogatge de Santa Maria de Merlès de l'any 1553 s'esmenta la casa de Vilalta. L'obra de la masia correspon bàsicament als segles XVII i XVIII. Prop de la casa fou construïda la capella familiar i, un xic més enllà, just al peu de la riera de Merlès, el molí. Masia de planta quadrangular amb coberta a quatre vessants i orientada a migdia. Les successives ampliacions de la casa, a la part de llevant, donen a la casa una gran amplitud. La modificació a llevant consistí en l'annexió d'un cos rectangular cobert amb l'ampliació d'un ràfec de l'ala est; a ponent la prolongació del ràfec possibilita l'estructura d'una eixida a prop del pou. Les obertures són allandades emmarcades per grans carreus de pedra. Tota la casa està arrebossada i pintada excepte les cantonades i les finestres.